# Eugene Stoner
Eugene Morrison Stoner (ur. 22 listopada 1922 w Gosport, zm. 24 kwietnia 1997 w Palm City) – amerykański konstruktor broni. Obok Michaiła Kałasznikowa jeden z bardziej znanych na świecie twórców broni.

## Życiorys
Ukończył Long Beach Polytechnical High School, po ukończeniu szkoły podjął pracę jako mechanik w firmie Vega Aircraft. Podczas II wojny światowej był zbrojmistrzem w United States Marine Corps i brał udział w walkach na wyspie Okinawa, południowym Pacyfiku, Filipinach, oraz w północnych Chinach. Następnie pracował jako konstruktor w Knight's Manufacturing Company.
Pracował w przedsiębiorstwie Armalite jako główny konstruktor, skonstruował m.in. karabinek M16, AR-10 i AR-15, które były inspiracją dla twórców AR-18. Następnie był zatrudniony jako konsultant w firmie Colt. 
W ramach realizowanego w USA programu uniwersalizacji broni strzeleckiej na początku lat 60. XX wieku opracował zestaw zunifikowanej broni strzeleckiej oparty na 16 standardowych zespołach i mechanizmach zwany „Systemem Stonera”. Był również twórcą karabinu automatycznego Stoner 63.

## Projekty
- projekty Armalite:
  - AR-3
  - AR-7
  - AR-9
  - AR-10
  - AR-11
  - AR-12
  - AR-15
  - AR-18
  - M16
- pozostałe:
  - Stoner 62
  - Stoner 63
  - Stoner 86
  - Stoner 96
  - M242 Bushmaster
  - SR-25
  - SR-50